# Stalag 17
Stalag 17 is een Amerikaanse oorlogsfilm uit 1953 onder regie van Billy Wilder met in de hoofdrollen William Holden, Don Taylor en Robert Strauss.
De film speelt zich af in een Duits krijgsgevangenenkamp tijdens de Tweede Wereldoorlog en is gebaseerd op het gelijknamige toneelstuk van Doald Bevan en Edmund Trzcinski. Bevan en Trzcinski waren tijdens de oorlog krijgsgevangenen in Stalag 17B in Oostenrijk. 
De film was een groot succes in de bioscopen en behaalde wereldwijd een omzet van 10 miljoen dollar. Ook de critici prezen de film, die wordt beschouwd als een van de beste drie films die zich afspelen in een krijgsgevangenenkamp (naast The Great Escape en The Bridge on the River Kwai). William Holden ontving een Oscar voor zijn hoofdrol in de film. Er waren ook nominaties voor een Oscar voor Beste regie  (Billy Wilder) en Beste bijrol (Robert Strauss).

## Verhaal
In barak 4 van Stalag 17, een Duits krijgsgevangenenkamp, verblijft een aantal Amerikaanse soldaten. Twee van hun vrienden, die probeerden te ontsnappen, zijn betrapt en doodgeschoten. Iedereen in de barak is er nu van overtuigd dat de twee zijn verraden door een spion in hun midden. 
Al snel valt de verdenking op sergeant Sefton. Sefton is cynisch en weinig sociaal. Hij heeft geen interesse om te ontsnappen en wil zijn leven in het kamp zo aangenaam mogelijk maken. Om die reden ruilt hij sigaretten tegen eieren, zijden kousen, deken en andere luxe zaken met de Duitsers. Als de gevangenen hun clandestiene radio kwijtraken aan de Duitsers, is dat koren op de molen van de spionnentheorie. Als Sefton de Duitsers omkoopt om een dag door te brengen bij de vrouwelijke Russische krijgsgevangenen, denken zijn makkers dat Sefton als beloning voor zijn judaspraktijken dit voorrecht krijgt. Als hij terugkomt wordt Sefton er openlijk van beschuldigd de verklikker te zijn. Hij wordt in elkaar geslagen en zijn bezittingen worden verdeeld over de gevangenen. Sefton besluit uit te zoeken wie de echte verrader is. Tijdens een luchtalarm ontdekt hij dat de veiligheidschef van de barak, Price, de verklikker is. Sefton denkt dat Price een Duitser is  die zich voordoet als Amerikaan. 
Als de SS arriveert om luitenant Dunbar naar Berlijn te brengen voor verhoor is barak 4 in rep en roer. Dunbar wordt er namelijk van verdacht, tijdens een vlucht uit een andere Stalag, een munitietrein te hebben opgeblazen en zal waarschijnlijk worden doodgeschoten als saboteur. Zijn maten verbergen hem. Als Price voorstelt om met Dunbar te ontsnappen, grijpt Sefton in. Hij vraagt Price wanneer hij hoorde dat Japan Pearl Harbor aanviel en hoe laat dat was. Price noemt de correcte datum, maar zegt vervolgens dat het zes uur in de avond was. Dit was echter het tijdstip in Berlijn en niet in de VS. Price' kleding wordt doorzocht en al snel vindt Sefton een codeboekje van de Duitsers. Price wordt later gedood in een afleidingsmanoeuvre. De afleiding is bedoeld om Sefton en Dunbar te laten ontsnappen. De nog immer cynische Sefton is er namelijk van overtuigd dat hij een flinke beloning zal krijgen van Dunbars rijke familie.

## Rolverdeling
| Acteur          | Personage                        |
| --------------- | -------------------------------- |
| William Holden  | Sergeant J.J. Sefton             |
| Don Taylor      | Luitenant James Dunbar           |
| Otto Preminger  | Kolonel von Scherbach            |
| Robert Strauss  | Sergeant Stanislaus Kuzawa       |
| Harvey Lembeck  | Sergeant Harry Shapiro           |
| Richard Erdman  | Sergeant Hoffman                 |
| Peter Graves    | Sergeant Frank Price             |
| Neville Brand   | Duke                             |
| Sig Ruman       | Sergeant Johann Sebastian Schulz |
| Michael Moore   | Sergeant Manfredi                |
| Peter Baldwin   | Sergeant Johnson                 |
| Robinson Stone  | Joey                             |
| Robert Shawley  | Sergeant Peterson                |
| William Pierson | Marko                            |
| Gil Stratton    | Sergeant Clarence Harvey Cook    |

## Achtergrond

### Titel
De naam Stalag is afkomstig uit het Duits en betekent Mannschaftsstamm- und Straflager (ook wel "Stammlager"), Het was de benaming voor een krijgsgevangenenkamp voor manschappen en onderofficieren die gedurende de Tweede Wereldoorlog in Duitse krijgsgevangenschap waren geraakt. Volgens de regels van de Conventie van Genève moeten krijgsgevangenen ver van het front onder vastgelegde omstandigheden worden vastgehouden. Capaciteitsproblemen leidden er tijdens de oorlog toe dat na 1940 ook krijgsgevangen gemaakte officieren, die eerder in "Oflags" (Offizier-Lager) gevangengezet werden, naar Stalags werden gebracht. Stalag 17 was een krijgsgevangenenkamp van de Luftwaffe in de buurt van de Oostenrijkse stad Linz aan de Donau. De eigenlijke naam was overigens Luft Stalag 17B, een speciaal krijgsgevangenenkamp voor luchtmachtpersoneel. Om die reden werd het kamp ook bewaakt door soldaten van de Duitse luchtmacht, de Luftwaffe. In de film is dit detail overigens weggelaten.

### Scenario
Het scenario voor de film werd geschreven door Billy Wilder en Edwin Blum. Ze baseerden zich op het gelijknamige toneelstuk geschreven door Donald Bevan en Edmund Trzcinski. Het stuk beleefde zijn première in mei 1951 op Broadway en haalde 472 voorstellingen. Bevan was tijdens de Tweede Wereldoorlog staartschutter op een B-17-bommenwerper, die werd neergeschoten boven Duitsland in 1943. Ook Trzcinski diende in de 8th Airforce en ook zijn B-17 werd in 1943 neergeschoten boven Duitsland. De schrijvers verwerkten hun ervaringen uit het kamp in het stuk. Het personage van sergeant Sefton was losjes gebaseerd op Joe Palazzo, een medegevangene uit Stalag 17B.

### Acteurs
Terwijl regisseur Wilder het scenario schreef, veranderde de rol van het hoofdpersonage Sefton. Het was totaal geen heldenrol en Seftons rol werd steeds meer cynisch en zelfzuchtig. Aanvankelijk zou Charlton Heston de rol van Sefton spelen, maar de studio zag hem liever in een echte heldenrol. Vervolgens kreeg Kirk Douglas de rol aangeboden, maar die vond het toneelstuk al vervelend en bedankte. William Holden was derde keuze en ook hij stond niet te juichen. Hij vond het personage van Sefton veel te cynisch en vooral te zelfzuchtig. Hij wilde Sefton wel spelen, maar alleen als Wilder het scenario herschreef en Seftons personage zou aanpassen. Toen Wilder weigerde, zag Holden van de rol af. Hij stond echter onder contract bij Paramount Pictures en de studio dwong de acteur om de rol toch te accepteren. 
Acteur Otto Preminger werd ingezet als kampcommandant Oberst Von Scherbach. Preminger had er als Jood wel enige problemen mee om een nazi te spelen, maar als professioneel acteur zei hij er niets over. Hij baseerde zijn personage losjes op de vertolking van Erich von Stroheim van de rol van Hauptmann von Rauffenstein in La Grande Illusion van Jean Renoir uit 1937.

### Opnames
Wilder nam de film op in chronologische volgorde. Hiermee bouwde hij de juiste spanning op voor de acteurs die ook niet wisten welke verrassing Wilder op het einde invoegde. Het krijgsgevangenenkamp liet de regisseur nabouwen op de John Snow Ranch in Calabasas, in het zuidwesten van San Fernando Valley bij de Woodland Hills in Californië. Voor de bouw maakte Wilder gebruik van William LaChasse. Hoewel LaChasse officieel als acteur te boek stond (hij had een paar zinnen tekst in de film) was hij voornamelijk bij de productie betrokken als decorontwerper. LaChasse was in de Tweede Wereldoorlog piloot op een B-17-bommenwerper. Zijn toestel werd neergehaald en LaChasse verbleef drie jaar in een krijgsgevangenenkamp. De bouw van het kamp steunde grotendeels op de herinneringen van LaChasse aan de Stalags in Duitsland. 
De opnames vonden plaats in februari, midden in het regenseizoen in Californië, en de grond van het "kamp" was een en al modder. Precies wat Wilder nodig had. Om te voorkomen dat de filmploeg zou protesteren tegen het werk in de modder droeg de regisseur zijn beste en duurste schoenen terwijl hij door de modder liep. 

### Historische onnauwkeurigheden
Hollywood en de geschiedenis willen elkaar nog al eens bijten. Er wordt voorafgaand onderzoek gedaan, maar helaas niet altijd even goed of men slaat de historische adviezen gewoon in de wind. Ook Stalag 17 ontkwam niet aan een aantal onnauwkeurigheden.
Stalag 17 heette in werkelijkheid Luft Stalag 17B en was een krijgsgevangenenkamp voor luchtmachtpersoneel dat werd bewaakt door onderdelen van de Duitse luchtmacht, de Luftwaffe. De "Duitsers" in de film dragen echter gewone Wehrmachtuniform. Uniformen van het Luftwaffepersoneel hadden een afwijkende kleur (meer blauwgrijs, dat is overigens in deze zwart-witfilm niet te zien) een andere snit en andere emblemen.
Feldwebel (sergeant) Schulz draagt daarbij de verkeerde rangonderscheidingstekens en wel die van een Unteroffizier of korporaal. 
De film speelt zich af tegen het einde van december 1944. Bij het appel elke morgen om zes uur in de morgen baadt het kamp in het volle daglicht. In werkelijkheid zou het in Duitsland om die tijd nog stikdonker zijn geweest.

## Prijzen en nominaties
- In 1954 won William Holden voor zijn rol in de film de Oscar voor beste acteur. Robert Strauss werd genomineerd voor beste mannelijke bijrol, en Billy Wilder voor beste regisseur.

- Datzelfde jaar werd de film genomineerd voor twee andere prijzen:
  - De DGA Award voor Outstanding Directorial Achievement in Motion Pictures
  - De WGA Award voor beste Amerikaanse komedie